# Niszczyciele typu Akizuki
Niszczyciele typu Akizuki – typ japońskich niszczycieli okresu II wojny światowej, specjalizowanych do obrony przeciwlotniczej, zbudowanych w liczbie 12 jednostek. Nazwa typu pochodzi od nazwy pierwszego zbudowanego okrętu - „Akizuki”.

## Historia
Niszczyciele typu Akizuki zostały zaprojektowane jeszcze przed rozpoczęciem II wojny światowej, jako okręty obrony przeciwlotniczej dla szybkich japońskich grup lotniskowców. Były one całkowicie odmienne od wcześniejszych niszczycieli japońskich, w których nacisk kładziono na silne uzbrojenie artyleryjskie (działa 127 mm) i torpedowe. Były one zainspirowane brytyjskimi krążownikami przeciwlotniczymi typu Dido, jednakże w odróżnieniu od nich niszczyciele typu Akizuki były okrętami umiarkowanej wielkości, przeznaczonymi do celów obrony przeciwlotniczej zespołów floty. 
Wśród przyczyn konstruowania nowych okrętów obrony przeciwlotniczej na bazie niszczycieli, a nie krążowników, była chęć uzyskania uniwersalnego okrętu eskortowego, zdolnego także do zwalczania okrętów podwodnych i ratowania załóg zestrzelonych samolotów, do czego przydatna była manewrowość i mniejsze od krążowników rozmiary. Ważnym czynnikiem była także ich niższa cena i możliwość szybszego wprowadzenia do służby serii okrętów, zwłaszcza że mogą one ponosić duże straty broniąc lotniskowców. Wreszcie, przewidziane jako uzbrojenie nowo opracowane działa przeciwlotnicze kalibru 100 mm nadawały się na uzbrojenie niszczycieli i nie wymagały konieczności budowy większych okrętów, dla których z kolei byłyby za lekkim uzbrojeniem. Jako główne uzbrojenie przewidziano 8 takich dział, a w toku rozwoju projektu dodano wyrzutnię torpedową, co zwiększyło uniwersalność okrętów. Całość uzbrojenia wymagała jednak dużego jak na niszczyciel kadłuba - w konsekwencji, z wypornością standardową 2700 ton okręty typu Akizuki zaliczały się do największych niszczycieli okresu II wojny światowej, mniejszych jedynie od francuskich superniszczycieli typu Mogador.
Nowe niszczyciele w odróżnieniu od dotychczasowych zaklasyfikowano jako niszczyciele 1 klasy typu Otsu (Otsu Gata, w wolnym tłumaczeniu: typu B). Nieoficjalnie nazywano je niszczycielami przeciwlotniczymi (Boku kuchikukan). Budowę głównego niszczyciela „Akizuki” rozpoczęto w lipcu 1940, wszedł on do służby 11 czerwca 1942. Pierwsze 7 okrętów budowano według projektu o oznaczeniu F51. Opracowano następnie typ F53, różniący się uproszczeniami technologicznymi i stosowaniem stali gorszej jakości, lecz kolejne 4 okręty, począwszy od „Fuyuzuki” miały jedynie część uproszczeń, w tym brak rufowego dalmierza. Według dokumentacji F53 zbudowano dopiero niszczyciel „Hanazuki” (ponadto nieukończony „Michitsuki”).
Początkowe plany zakładały budowę aż 55 niszczycieli tego typu - 6 w programie z 1939 roku (Maru Yon Keikaku, numery budowy 104-109), 10 w programie z 1941 (Maru Kyu Keikaku, numery budowy 360-369) oraz 39 w programie zasadniczym i uzupełniającym z 1942, lecz z uwagi na braki surowców i mocy przemysłu spowodowane wojną, anulowano zamówienia na ostatnie 39 okrętów, a budowa serii rozciągnęła się w czasie. Pierwsze 6 okrętów weszło do służby do maja 1943, kolejne wchodziły dopiero od marca 1944. Zdołano ukończyć przed zakończeniem wojny 12 niszczycieli i rozpoczęto budowę jeszcze jednego, lecz nie wodowano go. Okręty otrzymały nazwy stanowiące różne określenia Księżyca.
| Nazwa      | Nr budowy | Położenie stępki, stocznia         | Data wodowania | Wejście do służby | Los                  |
| ---------- | --------- | ---------------------------------- | -------------- | ----------------- | -------------------- |
| Akizuki    | 104       | 30. 07. 1940, Maizuru              | 02. 07. 1941   | 11. 06. 1942      | zatopiony 25.10.1944 |
| Teruzuki   | 105       | 13. 11. 1940, Mitsubishi, Nagasaki | 21. 11. 1941   | 31. 08. 1942      | zatopiony 12.12.1942 |
| Suzutsuki  | 106       | 15. 03. 1941, Mitsubishi, Nagasaki | 04. 03. 1942   | 29. 12. 1942      | złomowany 1948       |
| Hatsuzuki  | 107       | 25. 07. 1941, Maizuru              | 03. 04. 1942   | 29. 12. 1942      | zatopiony 25.10.1944 |
| Niizuki    | 108       | 08. 12. 1941, Mitsubishi, Nagasaki | 29. 06. 1942   | 31. 03. 1943      | zatopiony 6.7.1943   |
| Wakatsuki  | 109       | 09. 03. 1942, Mitsubishi, Nagasaki | 24. 11. 1942   | 31. 05. 1943      | zatopiony 11.11.1944 |
| Shimotsuki | 360       | 06. 07. 1942, Mitsubishi, Nagasaki | 07. 04. 1943   | 31. 03. 1944      | zatopiony 25.11.1944 |
| Fuyuzuki   | 361       | 08. 05. 1943, Maizuru              | 20. 01. 1944   | 25. 05. 1944      | złomowany 1948       |
| Haruzuki   | 362       | 23. 12. 1943, Sasebo               | 03. 08. 1944   | 28. 12. 1944      | 1947 → ZSRR          |
| Yoizuki    | 363       | 25. 08. 1943, Uraga Dock, Tokio    | 25. 09. 1944   | 31. 01. 1945      | 1947 → Chiny         |
| Natsuzuki  | 364       | 01. 05. 1944, Sasebo               | 02. 12. 1944   | 08. 04. 1945      | złom. 1948           |
| Michitsuki | 365       | 03. 01. 1945, Sasebo               | -              | -                 | złom. 1948           |
| Hanazuki   | 366       | 10. 02. 1944, Maizuru              | 10. 10. 1944   | 26. 12. 1944      | 1947 → USA           |

- Ponadto budowy „Kiyotsuki”, „Ozuki” i „Hazuki” nie rozpoczęto.
- Uwaga: spotyka się te same nazwy zarówno zapisywane w romanizacji dźwięcznej: „~zuki”, jak i: „~tsuki”.

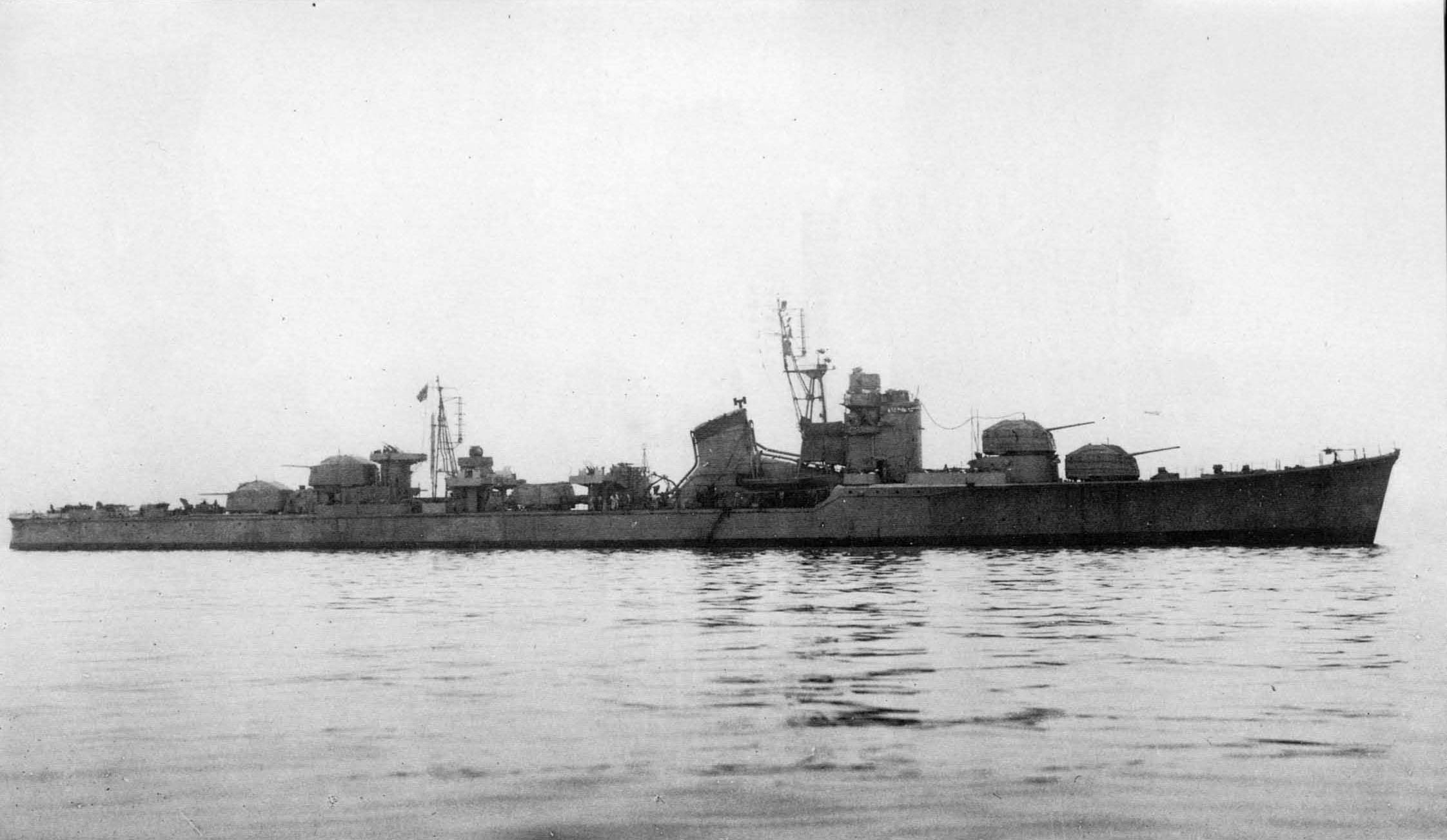
Niszczyciel „Haruzuki” w grudniu 1944 (lub „Hanazuki”). Widoczne radary 22 Go i 13 Go oraz brak rufowego dalmierza

## Opis i ocena konstrukcji
Okręty typu Akizuki miały architekturę typową dla niszczycieli, z dwoma wieżami artylerii na dziobie i rufie, w superpozycji. Ich kadłub miał podwyższony pokład dziobowy na 1/3 długości. Mimo swojej odmienności od innych japońskich niszczycieli, miały też ich charakterystyczne cechy, jak krótką, wieżową nadbudówkę dziobową i wygięty kształt dziobnicy, w formie rozciągniętego „S” (zmieniony na późniejszych jednostkach na prosty). Unikalną cechą ich architektury było ustawienie wieży dziobowej nr 2 - na niskiej i krótkiej pokładówce, nie łączącej się z oddaloną od niej nadbudówką dziobową. Siłownia okrętowa rozmieszczona była w układzie liniowym - dwie kotłownie (dziobowa z dwoma kotłami) i za nimi dwie maszynownie. Siłownia okrętów powtarzała siłownię typów Kagerō i Yūgumo, bez zwiększenia mocy, mimo większych rozmiarów okrętów, przez co osiągały one mniejszą od innych niszczycieli prędkość 33 węzłów. Kotły wytwarzały parę o ciśnieniu 30 at. Spaliny z kotłów były odprowadzane przez jeden zbiorczy komin o długiej, wygiętej podstawie, co było cechą nietypową dla japońskich niszczycieli, a typową dla japońskich krążowników (sylwetka niszczycieli typu Akizuki przypominała sylwetkę japońskiego małego krążownika „Yūbari”, mającego jedynie niewiele większe rozmiary). Aparat torpedowy był umieszczony na pokładzie, na śródokręciu, za kominem i platformą ze stanowiskami działek plot. Za nim znajdowały się pojemniki na torpedy zapasowe, wkomponowane w niską nadbudówkę rufową, na której był umieszczony dalmierz rufowy i wieża nr 3. Okręty miały bardzo dobre własności morskie i manewrowość, pozbawione były problemów ze statecznością zdarzających się innym japońskim okrętom. Ich zaletą był duży jak na niszczyciele zasięg. Prędkość okrętów była wystarczająca dla wypełniania ich zadań. 

## Uzbrojenie

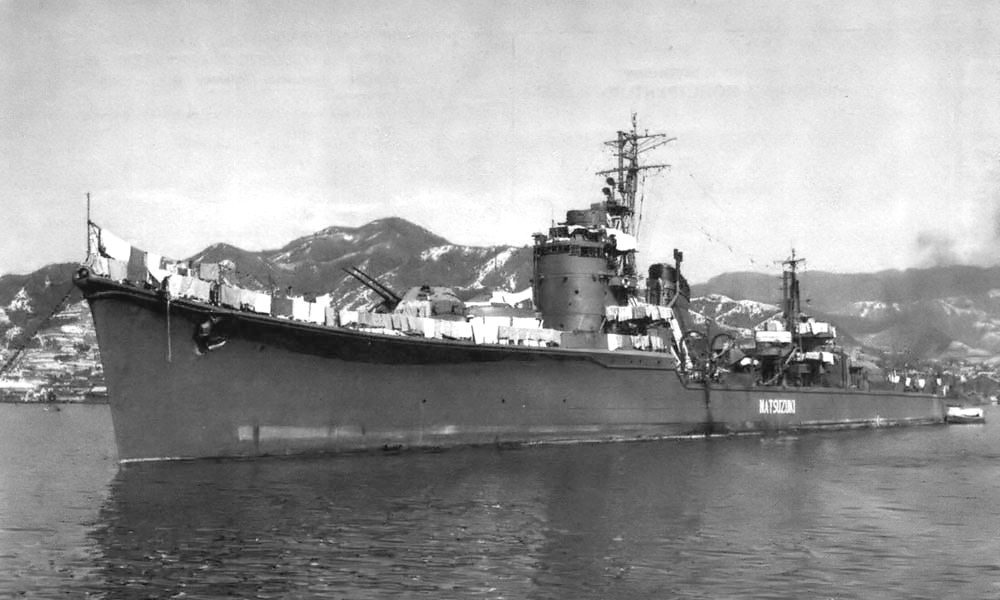
Niszczyciel „Natsuzuki” po wojnie (ze zdjętą drugą wieżą artylerii)

Główne uzbrojenie stanowiło 8 dział uniwersalnych kalibru 100 mm (Typ 98) w czterech podwójnych, całkowicie zamkniętych wieżach. Działa o kącie podniesienia luf do 90° i wyposażonych w dość zaawansowany system kierowania ogniem, oparty na przyrządach optycznych i przeliczniku wypracowującym dane do strzelania. Kaliber 100 mm był niewielki jak na niszczyciele okresu II wojny światowej, lecz dzięki długiej lufie i dużej prędkości początkowej dysponowały one świetnymi charakterystykami balistycznymi i dużą donośnością w poziomie i pionie (większą od amerykańskich armat 127 mm). Dzięki ich większej szybkostrzelności i ilości, waga salwy minutowej niszczycieli typu Akizuki wynosiła ponad 2000 kg i była większa od salwy minutowej budowanych równolegle klasycznych niszczycieli typu Yūgumo, uzbrojonych w 6 dział 127 mm (maks. 1380 kg). Jedyną wadą była niska żywotność luf (350 wystrzałów). Typowe dla japońskich niszczycieli rozmieszczenie dział w zamkniętych wieżach (o masie 30 ton) polepszało warunki obsługi. Okręty ponadto były uzbrojone w poczwórną wyrzutnię torpedową, z systemem szybkiego przeładowania torpedami zapasowymi (torpedy kalibru 610 mm miały lepsze osiągi od torped 533 mm używanych poza Japonią). 

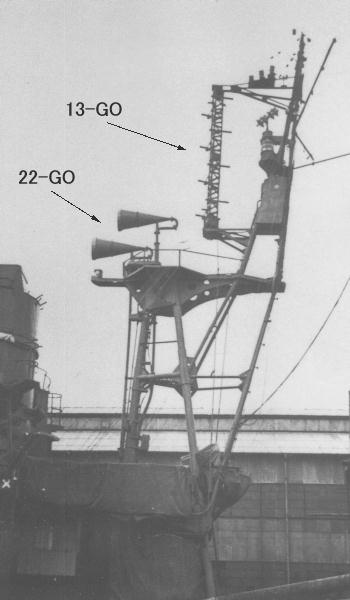
Radary 22 Gō i 13 Gō na przednim maszcie niszczyciela „Haratsuki”

Pierwsze cztery okręty otrzymały słabe lekkie uzbrojenie przeciwlotnicze, składające się jedynie z dwóch podwójnych działek automatycznych 25 mm Typ 96, rozmieszczonych na platformach na burtach na śródokręciu za kominem. Było ono później wzmacniane - zamieniano je na potrójne i dodawano dwie dalsze podstawy na platformach po bokach komina. Okręty wchodzące do służby od 1943 otrzymały już 4 potrójne działka 25 mm, z tym, że dodatkowe stanowiska umieszczano raczej po bokach platformy reflektora za wyrzutnią torped (według niektórych publikacji otrzymywały 5 potrójnych stanowisk, lecz brak jest szczegółowych informacji). W 1944 w miejsce rufowego dalmierza montowano potrójne działko 25 mm, a począwszy od "Fuyuzuki" 5 ostatnich okrętów weszło do służby już ze stanowiskiem działek w miejscu dalmierza rufowego. Od lipca 1944 na okrętach dodawano na pokładzie 12 pojedynczych działek 25 mm, zwiększając ich liczbę do 27, oraz 4 wkm plot. Następnie na niektórych okrętach dodano dalsze dwa potrójne działka po obu stronach mostka i dalsze pojedyncze i w 1945 na ocalałych okrętach liczba działek 25 mm sięgnęła 40 - 51. 
Niszczyciele typu Akizuki otrzymały od 1943 roku bogate jak na warunki japońskie wyposażenie radioelektroniczne, aczkolwiek na poziomie technicznym opóźnionym o kilka lat w stosunku do okrętów państw alianckich, dysponujących w tym okresie bardziej rozwiniętą elektroniką. Montowano radary wykrywania ogólnego model 21 (21 Gō) z anteną materacową na platformie zmodyfikowanego dziobowego masztu (pierwszy na „Niizuki”), a od 1944 roku radar wykrywania nawodnego 22 Gō z antenami rogowymi na platformie dziobowego masztu i radar wykrywania powietrznego 13 Gō z anteną na maszcie rufowym.

### Ocena
Okręty typu Akizuki stanowiły ogólnie udany typ okrętów o własnościach pośrednich między niszczycielem a krążownikiem przeciwlotniczym, o wysokiej wartości bojowej i sporej żywotności. Były najbardziej zaawansowanym technicznie typem japońskich niszczycieli i uważane są za jedne z najlepszych typów niszczycieli II wojny światowej. Mimo jednak uzbrojenia o dobrych parametrach i zaawansowanego systemu kierowania ogniem opierającego się na dalmierzach optycznych i przelicznikach, na ich możliwościach odbił się ujemnie niższy poziom ówczesnej japońskiej techniki, zwłaszcza radioelektronicznej. Standardowe amerykańskie niszczyciele z końcowego okresu wojny, dzięki radarowym systemom kierowania ogniem i uzbrojeniu w działa uniwersalne z pociskami z zapalnikami radiolokacyjnymi, a także posiadaniu wyjątkowo skutecznych działek przeciwlotniczych 40 mm Boforsa kierowanych radarowo, wypełniały zadania przeciwlotnicze nawet lepiej, niż specjalizowane Akizuki. Pomimo dużej liczebności lekkiej artylerii przeciwlotniczej pod koniec wojny, minusem było stosowanie działek przeciwlotniczych małego kalibru, o mniejszej skuteczności w stosunku do szybko poruszających się celów. W efekcie, pojedyncze niszczyciele tego typu nie mogły przeciwstawiać się zmasowanym nalotom szybkich samolotów pokładowych atakującym z różnych kierunków. Słabszą stroną okrętów typu Akizuki (i japońskich niszczycieli w ogóle) było wyposażenie do wykrywania i zwalczania okrętów podwodnych.

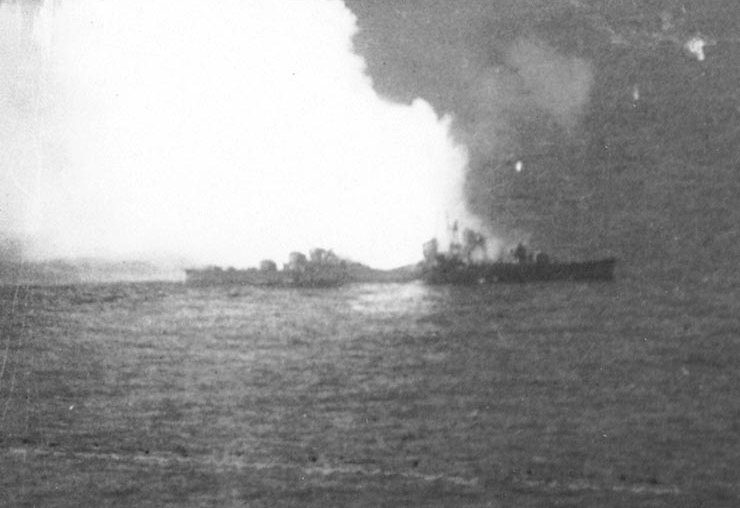
Niszczyciel „Akizuki” wybucha po trafieniu torpedą 25 października 1944 r.

## Służba
Wchodząc do służby od czerwca 1942 roku, jedynie pierwsze okręty zdążyły wziąć udział w intensywnych walkach floty japońskiej na wodach mórz południowych, operując z baz Truk lub Rabaul. Na skutek rozciągnięcia budowy serii w czasie, ostatnie jednostki oddawane w grudniu 1944 lub później, na ogół nie wzięły już udziału w działaniach bojowych z powodu zaprzestania aktywnych operacji japońskiej floty po doznanych klęskach. Ogółem utracono sześć okrętów tego typu (połowę), z tego jeden w 1942 roku, jeden w 1943 roku i cztery w 1944 roku (dwa zatopiło lotnictwo, dwa - duże okręty nawodne, jeden - okręt podwodny i jeden - kutry torpedowe).
Okrętów tych najczęściej używano jak zwykłych niszczycieli, do zadań eskortowych i do działań w składzie szybkich zespołów transportowo-uderzeniowych, dowożących zaopatrzenie i posiłki dla garnizonów na wyspach (tzw. Tokyo Express). Pierwsze dwa okręty „Akizuki” i „Teruzuki” zdążyły jeszcze wziąć udział w takim charakterze w walkach o Guadalcanal w 1942 roku, kolejne dwa "Wakatsuki" i „Niizuki” - w dalszych walkach w rejonie Wysp Salomona w 1943 roku. Z nich, „Teruzuki” wziął udział pierwszej i drugiej bitwie koło Guadalcanalu w listopadzie 1942, lecz 12 grudnia 1942 podczas rejsu zaopatrzeniowego został zatopiony pod Guadalcanalem przez amerykańskie kutry torpedowe PT-37 i PT-40. Z kolei „Niizuki” wziął udział w starciu w zatoce Kula 4/5 lipca 1943, zakończonym zatopieniem amerykańskiego niszczyciela USS "Strong", a następnie w bitwie w zatoce Kula 5/6 lipca, w której został jednak zatopiony przez amerykańskie krążowniki. "Wakatsuki" wziął udział w bitwie w Zatoce Cesarzowej Augusty 1/2 listopada 1943.
W swoim podstawowym przeznaczeniu - ochronie zespołów lotniskowców, użyto jedynie czterech niszczycieli („Akizuki”, "Wakatsuki", "Hatsuzuki", "Shimotsuki"), w czasie bitwy na Morzu Filipińskim w czerwcu 1944 i bitwy o Leyte w październiku 1944 (koło przylądka Engano), ponadto pojedyncze okręty osłaniały lotniskowce w bitwie koło wschodnich Wysp Salomona w sierpniu 1942 ("Akizuki") i bitwie koło wysp Santa Cruz w październiku 1942 ("Teruzuki"). Nie mogły one jednak skutecznie ochronić lotniskowców przed zmasowanymi nalotami lotnictwa amerykańskiego. W bitwie o Leyte 25 października 1944 amerykańskie lotnictwo zatopiło "Akizuki", a krążowniki i niszczyciele zatopiły "Hatsuzuki". 11 listopada 1944 "Wakatsuki" został zatopiony przez amerykańskie lotnictwo w zatoce Ormoc.
"Shimotsuki", pełniąc zadania eskortowe, został zatopiony 25 listopada 1944 na zachód od Borneo przez amerykański okręt podwodny USS "Cavalla". Mimo ataków, okręty podwodne nie zdołały zatopić innych okrętów tego typu: "Akizuki" 19 stycznia 1943 został poważnie uszkodzony torpedą okrętu podwodnego USS "Nautilus" (remont do października 1943), a „Suzutsuki” został ciężko uszkodzony 16 stycznia 1944 dwoma torpedami okrętu podwodnego USS "Sturgeon" (remont do października 1944), po czym uszkodzony torpedą okrętu podwodnego USS "Besugo" 16 października 1944, tym razem lekko. 
„Suzutsuki” i „Fuyuzuki” wzięły udział w ostatniej operacji japońskiej floty Ten-gō - rejsie z pancernikiem "Yamato" na odsiecz Okinawie, w której "Suzutsuki" został uszkodzony przez amerykańskie lotnictwo 7 kwietnia 1945.
Wojnę przetrwało 6 niszczycieli, z tego 2 uszkodzone, złomowane wkrótce potem. Ocalałą czwórkę Stany Zjednoczone rozdzieliły pomiędzy floty alianckie - Wielka Brytania otrzymała „Natsuzuki” (testowany, po czym złomowany), ZSRR - „Haruzuki”, który wszedł do służby 28 sierpnia 1947 pod nazwą "Wniezapnyj", później jako okręt szkolny "Oskoł". Wycofany z aktywnej służby w 1955, wycofany ostatecznie w 1969. Niszczyciel "Yoizuki" otrzymała Republika Chińska (Tajwan), gdzie otrzymał nazwę "Fen Yang", wycofany w 1963. Dla własnych celów testowych, marynarka amerykańska zatrzymała "Hanazuki", który był testowany pod oznaczeniem DD-934, a następnie złomowany.

## Dane techniczne
- wyporność:
  - standardowa: 2701 t
  - pełna: 3700 t[1]
- wymiary:
  - długość całkowita: 134,2 m
  - długość na linii wodnej: 132 m
  - szerokość: 11,6 m
  - zanurzenie: 4,2 m
- napęd: 2 turbiny parowe o mocy łącznej 52 000 KM, 3 kotły parowe, 2 śruby
- prędkość maksymalna: 33 w
- zasięg: 8300 mil morskich przy prędkości 18 w
- zapas paliwa: 1097 t.
- załoga: 300

Uzbrojenie: 
- 8 dział uniwersalnych kalibru 100 mm Typ 98 w wieżach dwudziałowych (4xII).
  - długość lufy - L/65 (65 kalibrów), kąt podniesienia - 90° donośność - 19.500 m (pozioma), 14.700 m (maks. pionowa), masa pocisku - 13 kg. Zapas amunicji - po 300 nabojów.
- 4 - 51 działek przeciwlotniczych 25 mm Typ 96, na stanowiskach podwójnych, później potrójnych i pojedynczych (początkowo 2xII, od 1943 4xIII, ilość dalej zwiększana w latach 1944-45)
- 4 wyrzutnie torpedowe 610 mm Typ 92 model 4 (1xIV) (8 torped Typ 93)
- 2-4 miotacze bomb głębinowych Typ 94, zrzutnie bg (54-72 bomby głębinowe)

Wyposażenie:
- system kierowania ogniem artylerii głównej: dwa 4,5-metrowe dalmierze stereoskopowe (na nadbudówce dziobowej i rufowej) z przelicznikiem artyleryjskim Typ 94.
- urządzenia kierowania ogniem artylerii plot: 2,5-metrowy dalmierz (na platformie działek plot na śródokręciu), dwa 1,5 metrowe dalmierze (na mostku)
- reflektor 110 cm (na platformie na śródokręciu)
- hydrofon
- radar (od 1943): dozoru ogólnego Typ 21 lub (od 1944) dozoru ogólnego Typ 22 i dozoru powietrznego Typ 13